# Contarinia aprilina
Contarinia aprilina är en tvåvingeart som beskrevs av Jean-Jacques Kieffer 1901. Contarinia aprilina ingår i släktet Contarinia och familjen gallmyggor.
Artens utbredningsområde är Frankrike. Inga underarter finns listade i Catalogue of Life.